# Sitre
Phân biệt với Sitre In, vú nuôi của nữ hoàng Hatshepsut
Sitre hay Tia-Sitre ("Con gái của thần Ra"), là một vương hậu thuộc Vương triều thứ 19 trong lịch sử Ai Cập cổ đại. Bà là Chánh cung hoàng hậu của pharaon Ramesses I và là mẹ của pharaon Seti I.

## Thân thế
Sitre xuất hiện cùng với Ramesses I và Seti I trên tường của đền thờ vua Seti tại Abydos. Tại đây, bà được gọi là "Mẹ của Vua". Tuy nhiên, tại ngôi mộ KV17 của Seti và một số đền thờ khác, bà lại được gọi là "Người vợ vĩ đại của Vua" (nơi đáng lẽ mà bà phải được gọi là Mẹ của Vua). Tại ngôi mộ QV38, với lối thiết kế trang trí tương tự KV17, Sitre được nhắc đến với danh hiệu là Mẹ của Vua.
Theo tấm Bia đá năm 400 của vua Ramesses II, cháu nội của bà, Seti I là con của Paramessu và Tia. Paramessu là tên của Ramesses I trước khi lên ngôi. Vì vậy, có thể phỏng đoán rằng Tia và Sitre là cùng một người, và bà cũng đã đổi tên khi Ramesses I lên làm vua. Công chúa Tia, con gái của Seti I, cũng có thể đã được đặt theo tên của Sitre.
Bà giữ nhiều danh hiệu của một vị hoàng hậu nhưng lại không được gọi là "Chị/em gái của Vua", vì thế bà không phải là người hoàng tộc.

## Chôn cất
Thi hài của hoàng hậu Sitre được an táng tại QV38, Thung lũng các Hoàng hậu, về sau được phát hiện bởi Karl Richard Lepsius và John Gardner Wilkinson. Ngôi mộ này được xây dựng theo lệnh của Seti, nên có lẽ vì thế mà bà được gọi là "Mẹ của Vua" ngay trong chính ngôi mộ của mình. 
Tường mộ vẫn chưa được trang trí xong với những nét phác họa hình ảnh của các vị thần tối cao trong thần thoại Ai Cập.